# 安德雷斐斯
安德雷斐斯（英語：Andrealphus）是所罗门七十二柱魔神中排第65位的魔神，位階侯爵，統帥30個軍團。相貌是孔雀，可变成人的形状。可以把人变成鸟。